# Changning, Hengyang
Changning är en stad på häradsnivå som lyder under Hengyangs stad på prefekturnivå i Hunan-provinsen i sydöstra Kina.